# Mantra Soham
Soham (en sànscrit सो ऽहम् So 'ham) significa en sànscrit "Jo sóc allò" o "Ell sóc jo" i és considerat un mantra. També és conegut com a mantra So ham, mantra ajapa o mantra hamsa. D'acord amb la filosofia vèdica, el mantra fa referència a identificar-se amb l'univers o la realitat última.
"so 'ham" és la forma abreujada de "saḥ aham", que és una forma emfàtica de "aham", el pronom personal "jo" en sànscrit. El mantra també es pot invertir en la forma "hamsa". La combinació so 'haṃ haṃsaḥ ha estat interpretada com a "Jo mateix sóc l'oca", i aquesta oca representaria l'Atman, l'ànima de tots els éssers vius.
Quan s'usa per a la meditació, "So 'ham" actua com un mantra natural per al control del patró de respiració i per ajudar a aconseguir la respiració profunda i guanyar concentració.
- Sooooo... és el so de la inhalació.
- Hammmm... és el so de l'exhalació.